# Augusto Tholuck
Friedrich August Gottreu Tholuck (30 de Março de 1799 - 10 de Junho de 1877), conhecido como Augusto Tholuck, foi um teólogo protestante alemão e líder religioso.

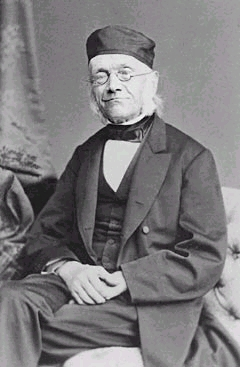
Friedrich August Gottreu Tholuck